# Global Unions
Global Unions est un site web, propriété commune de la Confédération syndicale internationale (CSI), de la Commission syndicale consultative auprès de l'OCDE (Trade Union Advisory Committee, TUAC) de l'Organisation pour la coopération et le développement économique (OCDE), et de dix fédérations syndicales internationales telles que UNI global union.